# Городище (станция)
Городи́ще (бел. Гарадзішча) — железнодорожная станция Минского отделения Белорусской железной дороги на линии Минск — Орша, между остановочными пунктами Садовый и Слобода. Расположена в одноимённом посёлке Минского района Минской области.

## История
Станция была возведена в 1871 году, открыта вместе с участком Осиновка — Брест Московско-Брестской железной дороги, изначально являясь пассажирской платформой. В 1974 году станция была электрифицирована переменным током (~25 кВ) в составе участка Минск — Борисов.
В будущем, от станции планируется построить путевое ответвление в направлении Национального аэропорта «Минск» и индустриального парка «Великий камень». По предварительным проработкам предполагается, что для железнодорожной связи с аэропортом будут закуплены четыре электропоезда «Штадлер». Время движения от станции Минск-Пассажирский до Национального аэропорта составит примерно 32 минуты. В 2022 году должно быть спроектировано строительство третьего скоростного пути между станциями Степянка и Городище, в 2023 году — проект строительства линии в аэропорт от Городища.

## Устройство станции

### Путевое хозяйство
Станция является промежуточной, через которую проходят пять железнодорожных путей, имеются служебные ответвления к дислоцирующимися в посёлке воинским частям. Трое путей станции проходят несколько южнее от магистральной линии, огибая частную жилую застройку.

### Инфраструктура
Грузовая
На станции осуществляются приём и выдача грузов на железнодорожных путях необщего пользования.
Пассажирская
Платформы расположены сбоку от железнодорожных путей, имеют длину по 220 метров каждая и являются изогнутыми. Пересечение путей между платформами осуществляется по единичному наземному пешеходному переходу. На главной платформе в направлении Минска расположен пассажирский павильон и билетная касса, работающая ежедневно с 5:40 до 21:40 часов.

## Пассажирское сообщение
На остановочном пункте ежедневно останавливаются электропоезда региональных линий эконом-класса (пригородные электрички), следующие до станций Орша-Центральная (4 пары), Борисов (7 пар), а также нерегулярные рейсы до Жодино, Крупок и Славного. На платформах останавливаются поезда городских линий до станции Красное Знамя (через Смолевичи). Время следования до Орши составляет в среднем 3 часа 30 минут, до Борисова — 60 минут, до станции Минск-Пассажирский — 37 минут.
Железнодорожная станция обслуживает жителей посёлка Городище, при этом располагаясь на восточной окраине посёлка. Также имеется выход к деревни Магистральная, к югу от станции расположена деревня Юхновка. В 400 метрах южнее от станции расположена автобусная остановка «Городок», от которой отправляются минские пригородные автобусы и маршрутные такси. Автобус 386 следует к дачному массиву (садоводческие товарищества «Зорнае», «Дружба-58», «Садовод-МКБ», «Ветеран войны», «Вишнёвка-Городищанская» и «Парковое-Городище»), 334 автобус курсирует к деревне Глебковичи, 310 автобус следует до деревни Дубровка, существует ещё несколько менее регулярных рейсов к другим садоводческим товраиществам и населённым пунктам. В направлении Минска автобусы следуют до автостанции «Славинского» через станции метро Уручье и Борисовский тракт.